# 针刀医学
针刀医学Acupotomology，是建立在中医学与现代医学的基础上的一门新的医学学科，它结合中医学的经络学说与西医解剖学基础理论，提出了“电生理线路”学说。该医学以针刀为支撑点系统阐述针刀医学的方法论研究疾病，对人体是一种几乎没有毒副作用的医学方法。中国传统医学经络学说与现代主流医学的神经脉管学说发生碰撞，针刀医学用“电生理线路”学说一言代之。
电生理线路系统是针刀医学对于中医经络学说的一种新的诠释，它以神经脉管及其所依附的结缔组织为载体，以生物电的形式调节参与有机体各种功能活动，当然针刀医学基本原理还需要在临床一线得到不断充实和拓展。
针刀医学弥补了传统解剖学对颈椎左右关节突与椎体的解剖关系的文字描述；发现由“颈椎椎体前下缘-颈椎两下关节突下缘-颈椎棘突下缘”组成的水平面；是颈椎2-7椎骨个体固有的特征性结构标志并命名其为《颈椎单元下水平面》，颈椎单元下水平面包含了颈椎体间椎间盘的连接和颈椎间关节连接，它是颈椎骨之间的软组织分界面。这一发现的应用价值对颈部疾病的侵入性治疗措施有定向、安全的靶点效应；这一标志性结构在颈椎疑难病的诊断治疗中有‘解结’的临床效果，尤其为目前的颈部针刀闭合性松解术、乃至于为实现今后颈椎骨科手术微创化，在安全微创的手术入路上提供一点可靠的解剖学保障。
针刀医学认为颈椎病属于自身运动中力学共轭导致：即颈椎病是由于颈椎在旋转运动中，椎体柱与左右关节突关节柱三纵轴作刚性旋转时，柔性的颈椎单元下水平面受力学共轭作用，进而引起的以关节突关节囊和椎间盘病变为主的症候群。关节囊挛缩病变是导致疼痛的主要病机，椎间盘退变脱出是导致压迫征的继发性病机。
针刀医学针对颈源性肩臂痛的治疗机理是：针对椎间关节实施针刀闭合性松解，从而降低颈椎脊神经管的压力、使脊神经后内侧支卡压解除。
针刀医学对于膝关节半月板损伤的治疗机理是：不直接针对半月板，而是通过针刀闭合性松解其膝横韧带和腘斜韧带使半月板微松动并适应对应股骨颗的运动。正常膝关节在负重状态下的运动是以胫骨为平台，股骨颗沿着胫骨平台窝在额状轴上前后滚动；膝横韧带位于胫骨平台前区，是连接内外侧半月板前角的短横韧带，具有稳定两侧半月板前角、约束股骨颗的作用；腘斜韧带由半膜肌腱延伸而来，起自胫骨内侧髁，斜向外上方，止于股骨外上髁，部分纤维与关节囊融合，可以防止膝关节过伸。当膝关节半月板损伤时，松解二者可使膝关节得到有效的休息、提供一个半月板自行修复损伤的环境。
针刀医学针对【股骨头坏死】的治疗可以提前干预。在股骨头坏死未出现形态变化之前，髋关节存在两个重要的病理过程：一个是髋关节囊内高压、另一个是股骨头骨内高压，这两种病理现象亦可以同时存在；针刀通过对于髋关节囊的闭合性松解和对于股骨头囊性变锥刺作用瞬间减压，进而逆转其病理过程。